# Berliner Maschinenbau
La Berliner Maschinenbau AG (acronimo BMAG), nota semplicemente come Schwartzkopff, era un'azienda tedesca costruttrice di materiale ferroviario e di meccanica pesante con sede a Berlino; in seguito al cambiamento degli obbiettivi produttivi dal 1966 ha cessata la sua attività e si è trasformata in DIAG (Deutsche Industrieanlagen Gesellschaft mbH).

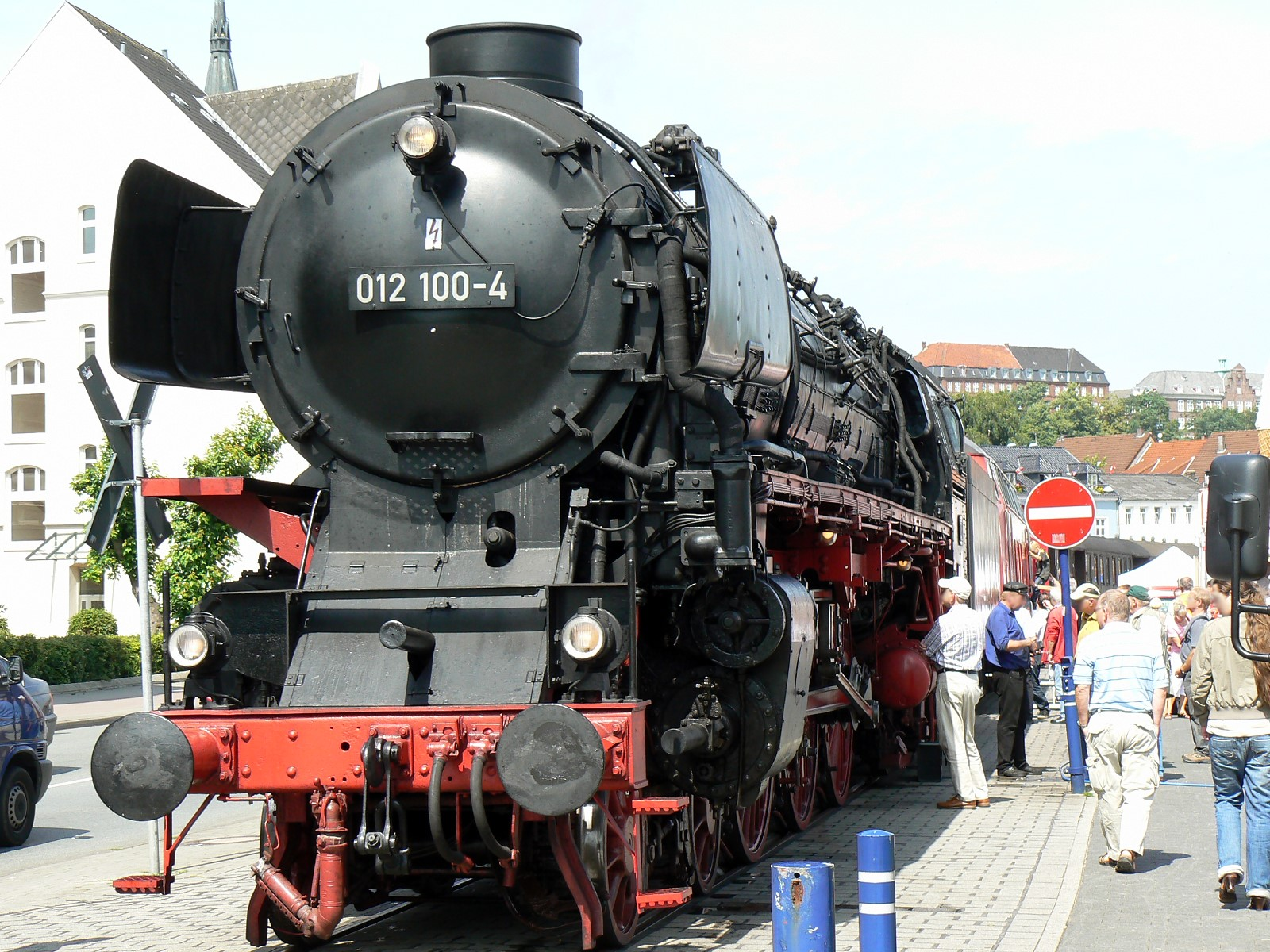
La 01, una delle più prestigiose realizzazioni Schwartzkopff

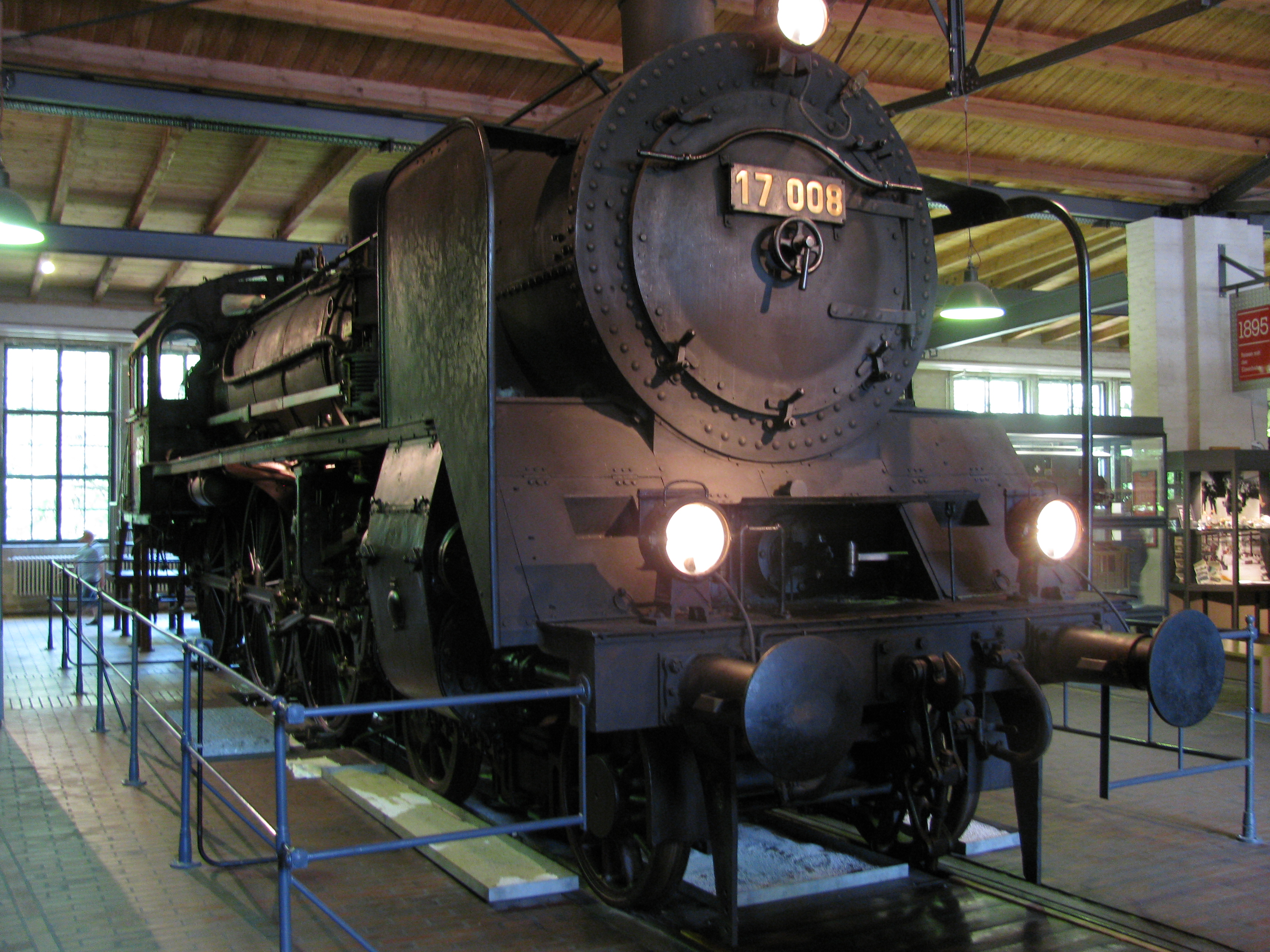
Locomotiva prussiana S 10 fornita da Schwartzkopff

Il suo nome completo era Berliner Maschinenbau-Actien-Gesellschaft vormals L. Schwartzkopff, cioè fabbrica tedesca di locomotive Schwartzkopff di Berlino, ma in Italia era meglio conosciuta con il semplice nome del fondatore: Schwartzkopff.
La produzione meccanica dell'azienda ebbe inizio il 3 ottobre 1852 in seguito all'iniziativa del suo fondatore Louis Victor Robert Schwartzkopff (1825-1892). Qualche decennio dopo la società allargò i suoi obbiettivi di produzione ai rotabili ferroviari; la sua prima locomotiva a vapore uscì di fabbrica il 1º febbraio 1867.
Allo scopo di incrementare la produzione a partire dal 4 luglio 1907 entrò in fase operativa un accordo di cooperazione con l'altra famosa fabbrica di locomotive e materiale rotabile Maffei di Monaco.
Dal 1910 iniziò anche la costruzione di locomotive elettriche e dal 1924 vennero prodotte anche locomotive diesel.
La Schwartzkopff, come tutte le industrie belliche germaniche subì gravi danneggiamenti a causa della seconda guerra mondiale. Dopo le vicende belliche riprese la produzione ma dal 1966 la Berliner Maschinenbau AG si trasformò in DIAG (Deutsche Industrieanlagen Gesellschaft mbH).
La Berliner Maschinenbau AG Schwartzkopff ha prodotto molte locomotive per varie amministrazioni ferroviarie europee tra cui quella italiana e, tra l'altro, alcune delle più note locomotive tedesche come:
- le Prussiane: P 4, P 6, P 8, S 3, S 10, T 16
- le DRG Bavaresi: 01, 01.10, 03, 41, 52, 71, 84, 89.0, 99.22,
- e le elettriche: E 77, E 75
- inoltre le locomotive per la Wehrmacht: WR 200 B 14, WR 360 C 14, WR 550 D 14

## Un silurificio a Venezia
Nel 1885 il Governo italiano guidato da Agostino Depretis  sottoscrisse un contratto con il Silurificio Berliner Maschinenbau per la fornitura di siluri in bronzo al fosforo ponendo la condizione che venissero costruiti in Italia.
L'azienda berlinese scelse di investire la produzione a Venezia. Realizzò lo stabilimento nell'Imperial Regio Orto Botanico di Venezia, realizzato nel 1810 di lato alla chiesa di San Giobbe e costruì il bacino di prova (il siluripedio) di circa 800 metri nella zona dell'attuale idroscalo, nell'isola di Sant'Andrea. 
Il 26 marzo 1887 gli operai sradicarono le piante dell'Orto Botanico e il 3 maggio 1887 fu posata la prima pietra dal re Umberto I accompagnato dalla moglie Margherita di Savoia. La loro presenza esaltò l'importanza nazionale data dal Governo all'investimento tedesco.
Nel 1901, dopo dieci anni di attività e la costruzione di soli 900 siluri per la Marina militare Italiana, il silurificio cessò le attività con il licenziamento di tutte le maestranze. Il 30 dicembre 1902 lo stabilimento fu acquistato dalla SIUFIV, la Società Italiana per l'Utilizzazione delle Forze Idrauliche del Veneto, per una prima centrale termica da 1500 kW. Nello stesso sito ci fu tra il 1902-1905 la realizzazione della «Officina Ricevitrice» della società Cellina, del gruppo SADE, della linea in alta tensione proveniente dalla centrale di Malnisio, frazione di Montereale Valcellina.
Il complesso edilizio dell'ex silurificio ed ex centrale elettrica è stato per circa un secolo riconvertito ad uso delle attività dei servizi specialistici della SADE (il suo Laboratorio Ricerche) e dell'Enel (il Servizio Misure e Prove del Compartimento di Venezia).